# ウィンダム (メイン州)
ウィンダム（英: Windham）は、アメリカ合衆国メイン州のカンバーランド郡にある町。人口は1万8434人（2020年）。町内にはサウスウィンダムとノースウィンダムのビレッジが入っている。ポートランド市都市圏に属している。

## 歴史
ウィンダムとなった地域は1734年にマサチューセッツ植民地議会からマーブルヘッドのエイブラハム・ハワード、Joseph・ブラニーなど合計60人に払下げられた。1737年、ニューマーブルヘッド・プランテーションにトマス・シュート大尉が入植した。マサチューセッツ植民地議会の命令により、ジョージ王戦争中の1744年春に、町の南部の丘陵、開拓地の初期中心地近くに、保護のための砦が建設された。50フィート (15 m) 平方の小要塞は、12インチ (30 cm) の厚さのある荒削りのアメリカツガ材で建設され、一階より突き出た二階には砲口があり、対角線上の隅にある監視所には2門の旋回砲があった。小要塞の周りは直径12インチ、長さ16フィート (4.8 m) の丸太柵の壁で囲まれた。防御柵に開いた唯一の門は、要塞内の口径4.2インチ (11 cm) の9ポンド砲で援護された。
町の住人は1745年から1751年の間に、小要塞を避難場とした。インディアンが最後に町を襲ったのは1756年5月14日だった。ニューマーブルヘッド・プランテーションは1762年6月12日に、イングランドはノーフォークのウインダムからウィンダムとして法人化された。アメリカ独立戦争の1775年10月18日、イギリス軍によるファルマス焼き討ちに反応して、ウィンダムの民兵がポートランドに行軍した。また1779年7月のペノブスコット遠征には町から16名が徴募された。1777年から1778年にかけての冬にバレーフォージで行われたジョージ・ワシントン率いる大陸軍の冬季宿営にはウィンダムから13名が参加していた。ウィンダムの小要塞にあった9ポンド砲と旋回砲各1門が1775年にポートランド市に貸与された。ポートランドはイギリス海軍ヘンリー・モワット大佐の要求にもこれら大砲の引き渡しを拒否し、その後に町を焼かれた。その後1776年には、私掠船レプリーブの甲板上に置かれた。
初期住人の大半は農夫であり、ローム層の土壌は耕作しやすいことが分かった。土地の初期の区分はプレサンプスコット川とプレザント川に垂直な帯状地になった。各土地所有者は川の氾濫原を耕作地として開墾し、当初は海岸までの輸送に川を使っていたが、その後氾濫原に隣接する高台に建設された接続農園を結ぶために、リバー道路やオールドグレイ道路が建設された。ウィンダムには水力を生かすことができる多くの場所があり、1738年には既にマリソン滝に水車が建てられた。1817年、エドマンド・ファウラーとレスター・ラフリンがガンボ滝（ニューホール近く）で火薬の製造を始めた。

### 運河
カンバーランド・アンド・オックスフォード運河が1832年に開通し、プレサンプスコット川沿いにセバゴ湖とポートランドの間で商品を運んだ。水力を利用して製造された商品を域外の市場に運ぶことができたので、プレサンプスコット沿いの人口が増加した。1859年のウィンダムの人口は2,380人であり、製材所8か所、トウモロコシと小麦の製粉所1か所、屋根材の製材所2か所、梳綿製造所1か所、毛糸縮充所1か所、毛糸紡績場1か所、樽製造工場1か所、椅子詰め物工場1か所、火薬製造工場1か所、皮なめし場2か所があった。オリエンタル火薬会社がメイン州最大の火薬工場となり、1905年まで操業する中で、発破用火薬、クリミア戦争交戦国用の銃火薬、南北戦争では北軍火薬の25%を供給した。木炭小屋、硝石精製所、工場、倉庫がプレサンプスコット川の上流ガンボまで両岸の1マイルに分けられ、ときたま起こる爆発の影響を最小にするよう図られた。

### 鉄道
1875年サウスウィンダムとニューホールを通ってポートランド・アンド・オグデンズバーグ鉄道が開通すると、運河は使われなくなった。メイン・セントラル鉄道が1888年にその鉄路をマウンテン事業部として賃貸した。年間を通して輸送が行えることで、C・A・ブラウン・アンド・カンパニーが1875年に、サウスウィンダムで、大型のレンガ造り木材紙ボード製造工場を建設した。アンドロスコギン・パルプ会社がこの工場を買収し、サウスウィンダムの工場団地がこのパルプ工場を中心に発展した。1886年までに、町ではフェルト、長靴、短靴、4輪馬車、ハーネス、棺桶、衣類、木製食器を生産していた。1919年4月4日、メイン州議会がサウスで男子少年院を創設する法を通した。これが現在のメイン州矯正センターになっており、男女の最少から中間程度のセキュリティ施設になっている。

### 高規格道路
1919年に大陸横断ルーズベルト・トレイルを指定したことで（1935年からはアメリカ国道302号線）、自動車を使う移動者がノースウィンダムを通過する数が増えた。ルーズベルト・トレイルとメイン州道115号線の交差点北隅にブーディの店が建設され、穀物、食料、金物を販売した。ノースウィンダムの道路が交わるビレッジは、セバゴ湖の休暇利用者やポートランド郊外の通勤者が自動車を使うようになって、町の商業の中心として発展した。

## 地理
アメリカ合衆国国勢調査局に拠れば、市域全面積は50.15平方マイル (129.89 km2)であり、このうち陸地46.56平方マイル (120.59 km2)、水域は3.59平方マイル (9.30 km2)で水域率は7.16%である。セバゴ湖の傍に位置している。町内をプレザント川とプレサンプスコット川が流れている。

### 道路と境界
町内にはアメリカ国道202号線と同302号線、メイン州道4号線、同35号線、同115号線が通っている。町の西はスタンディッシュ町とゴーラム町、南はウェストブルック市、東はファルマス町とカンバーランド町、北東はグレイ町、北はレイモンド町と接している。

#### 地方道
町内の特定部や他の町とを繋ぐ道路も幾つかある。例えば、ノースウィンダムとウィンダム中心とを繋ぐポープ道路、ノースウィンダムとウェストブルックを繋ぐリバー道路、町内を東西方向に横切り、ウィンダム中心とゴーラムを結ぶウィンダム・センター道路、ノースウィンダムとファルマスを繋ぐファルマス道路である。

## 教育
ウィンダムと隣接するレイモンドは統合教育学区RSU14に属している。町内にある学校はウィンダム小学校、マンチェスター学校、ウィンダム中学校、ウィンダム高校である。

## 見どころ
- ウィンダム歴史協会[15]
- ウィンダム土地信託[16]
- グールド邸
- メイプルウッド農園

## 著名な出身者
- ジョン・アンダーソン、メイン州選出アメリカ合衆国下院議員